# Arcidiocesi di Acrida

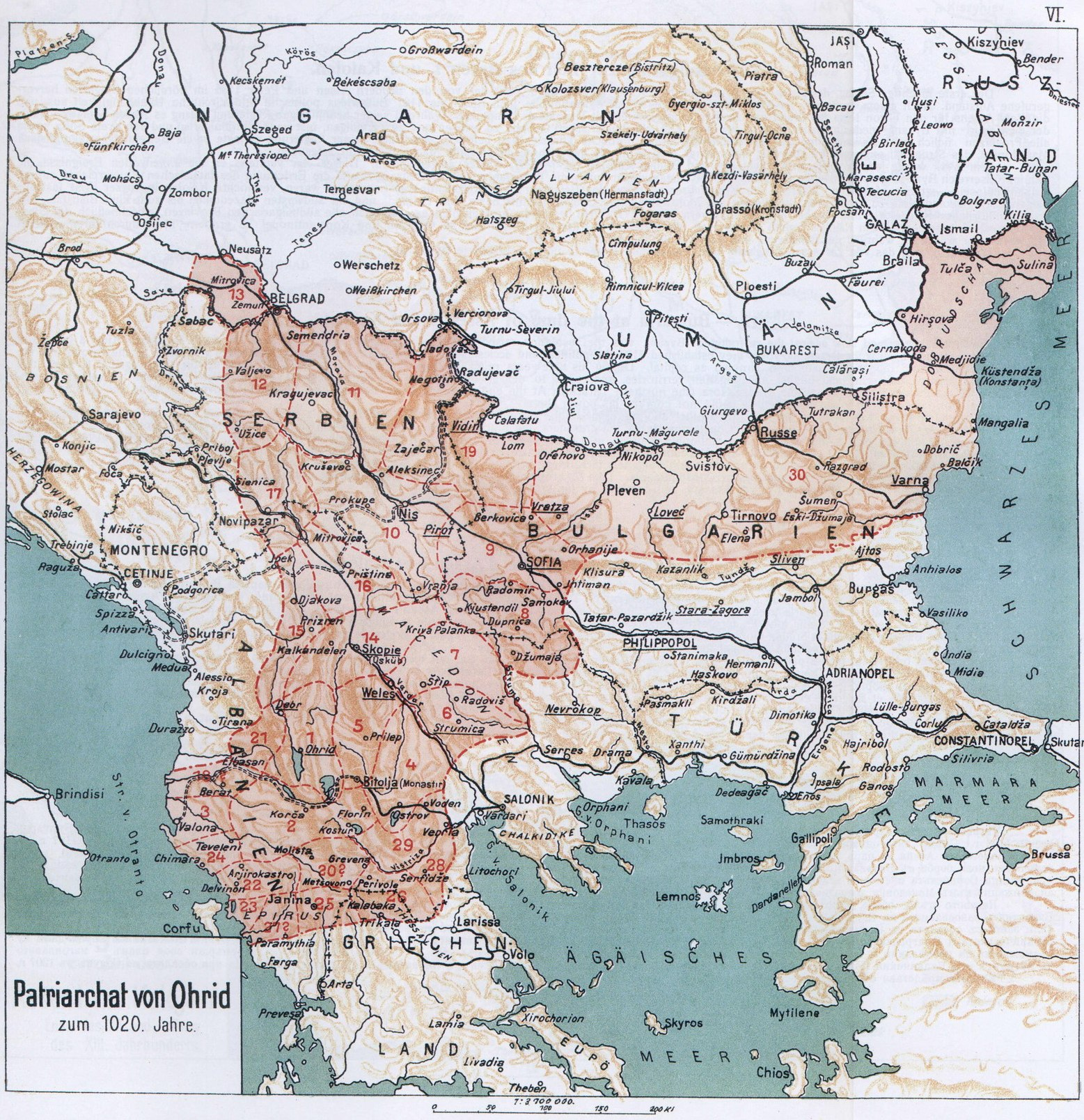
Mappa della provincia ecclesiastica di Acrida nel 1020.

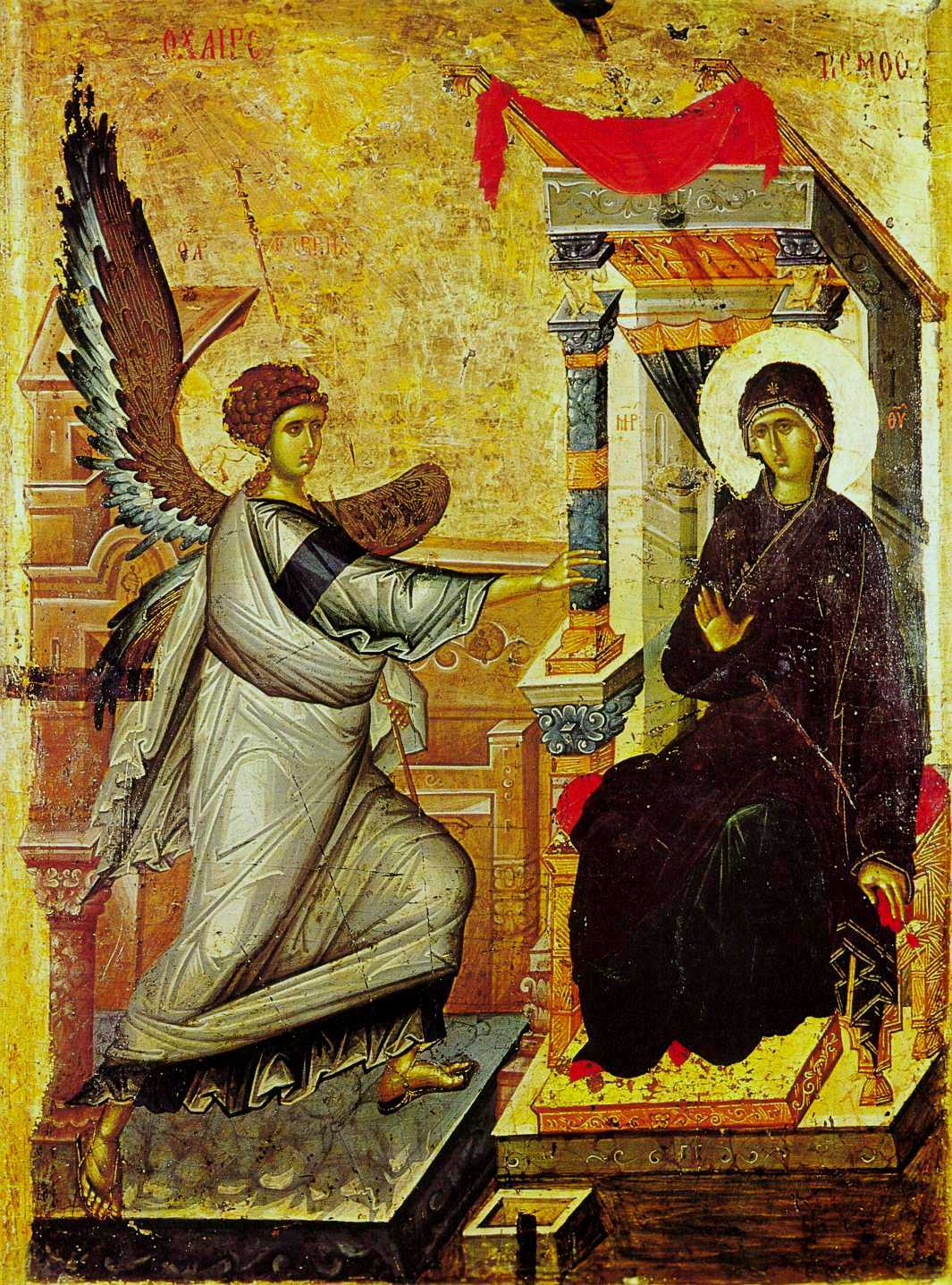
L'icona dellAnnunciazione di Ocrida, nella chiesa di San Clemente.

L'arcidiocesi di Acrida (in latino Archidioecesis Achridensis) è una sede soppressa e sede titolare della Chiesa cattolica.

## Storia
Acrida, oggi Ocrida in Macedonia del Nord, corrisponde all'antica città greca di Lychnidos, che in epoca romana divenne sede vescovile della provincia dell'Epirus Novus nella diocesi civile di Macedonia, suffraganea dell'arcidiocesi di Durazzo. Sono quattro i vescovi documentati di Licnido: Zosimo, che prese parte al concilio di Sardica; Antonio, che fu tra i padri del secondo concilio di Efeso (449) e sottoscrisse nel 458 la lettera dei vescovi del Nuovo Epiro all'imperatore Leone I dopo la morte di Proterio di Alessandria; Lorenzo, che fu corrispondente di papa Gelasio I ed è ancora documentato nel 516; e Teodoreto, confermato da papa Ormisda nel 519.
La città, abbandonata dopo il violento terremoto del 526, risorse con l'arrivo dei Bulgari (867) assumendo il nome di Acrida (o Ocrida), ed in seguito alla loro conversione al cristianesimo (metà del IX secolo) divenne un importante centro culturale e religioso dell'impero bulgaro. Il territorio di Acrida fu evangelizzato da san Clemente, uno dei primi santi slavi, che la tradizione riconosce come primo vescovo, benché non sia chiaro se Acrida fosse già sede episcopale fin dagli ultimi anni del IX secolo.
Nella seconda metà del X secolo, iniziò il crollo del primo impero bulgaro, la cui parte orientale, corrispondente all'odierna Bulgaria, divenne protettorato bizantino dopo l'assedio di Dorostolon del 971. I patriarchi bulgari si rifugiarono nella parte occidentale dell'impero, rimasto sotto il controllo dei Bulgari del generale Samuele, e dopo varie peripezie, posero la loro residenza a Acrida; risiedettero di certo ad Acrida gli ultimi due patriarchi, Filippo (circa 1000-1016) e Davide (1016-1018).
A Davide succedette Giovanni, che assistette nel 1018 alla definitiva sconfitta dei Bulgari e alla loro sottomissione all'impero bizantino. Lo stesso anno l'imperatore Basilio II Bulgaroctono pose fine al patriarcato bulgaro di Acrida, e ridusse la circoscrizione ad arcidiocesi, nell'ambito del patriarcato di Costantinopoli. Tuttavia Giovanni fu confermato nella sua sede, e con due decisioni imperiali del 1018 e del 1020, Basilio II riconobbe a Giovanni e ai suoi successori la stessa giurisdizione e la medesima estensione territoriale, che fu dei patriarchi bulgari. Così all'arcidiocesi di Acrida fu riconosciuto uno speciale status, corrispondente ad una autocefalia, con giurisdizione su 30 suffraganee.
Successore di Giovanni fu l'arcivescovo Leone, teologo, che con i suoi scritti, soprattutto sulla questione relativa al pane azzimo, contribuì a preparare la strada alla definitiva separazione fra Chiesa orientale e Chiesa occidentale, consumatasi con lo scisma del 1054. La serie dei metropoliti di Acrida continuò fino al 1767, anno in cui l'arcidiocesi greca di Acrida fu soppressa. Secondo la testimonianza di Leone Allatius, nella prima metà del XVII secolo, quattro arcivescovi greci di Acrida, Porfirio, Abramo, Melezio e Atanasio fecero professione di fede cattolica; di Atanasio, Ferlati riporta una lettera scritta a papa Alessandro VII, con la quale il patriarca di Acrida accettava l'unione con Roma.
La Chiesa latina di Roma operò in diverso modo, dapprima per unire sotto la propria diretta giurisdizione la nascente chiesa bulgara (IX secolo), ed in seguito, dopo lo scisma d'Oriente, per instaurare una gerarchia di rito latino in Epiro. In epoca imprecisata fu eretta l'arcidiocesi latina di Acrida, che ebbe una sola suffraganea, la sede Prisrenensis o Prisrensis. Si conosce tuttavia un solo vescovo, il domenicano Nicola, nominato nel 1320. In seguito la sede rimase vacante per oltre tre secoli, fino alle missioni istituite nel corso del XVII secolo, dove sono noti tre vescovi Achridani o Achridensi. Tuttavia questi tentativi ebbero poca fortuna. L'ultimo vescovo, Andrea Bogdan, in una lettera scritta il 3 dicembre 1651 e conservata nell'Archivio Segreto Vaticano, si lamenta perché risulta oramai impossibile risiedere a Ocrida, per cui è necessario determinare una nuova località come residenza vescovile.
Dal XIX secolo Acrida è annoverata tra le sedi vescovili titolari della Chiesa cattolica; la sede è vacante dal 19 aprile 1997.

## Cronotassi

### Vescovi di Lychnidus
- Zosimo (o Dionisio) † (menzionato nel 344 circa)
- Antonio † (prima del 449 - dopo il 458)
- Lorenzo † (prima del 493 - dopo il 516)
- Teodoreto † (519 - ?)

### Arcivescovi greco-bulgari di Acrida
- Filippo † (circa 1000 - 1016)
- Davide † (circa 1016 - 1018)
- Giovanni † (circa 1016 - 1025)
- Leone † (circa 1025 - 1056)

### Arcivescovi latini di Acrida
- Nicola, O.P. † (19 marzo 1320 - ?)
- Matteo, O.F.M.Conv. † (1517 - ?)[10]
- Raphael Levacovich, O.F.M.Obs. † (27 maggio 1647 - 1650 deceduto)
- Andrea Bogdan † (27 febbraio 1651 - 6 marzo 1656 nominato arcivescovo di Skopje)
- Franjo Svimirović, O.F.M.Obs. † (20 marzo 1656 - ?)
  - Andrea Bogdan † (18 dicembre 1675 - novembre 1689 deceduto) (amministratore apostolico)

### Arcivescovi titolari
- Basilio Matranga, O.S.B.M. † (7 ottobre 1726 - 1748 deceduto)
- Luigi Maria Cardelli, O.F.M.Ref. † (11 settembre 1832 - 11 giugno 1868 deceduto)
- Leopoldo Angelo Santanchè, O.F.M.Ref. † (3 marzo 1871 - 3 aprile 1876 nominato arcivescovo, titolo personale, di Fabriano e Matelica)
- Alexander Balgy † (16 aprile 1877 - 5 dicembre 1884 deceduto)
- Placido Petacci † (27 marzo 1885 - 13 agosto 1885 deceduto)
- Andrea Aiuti † (31 marzo 1887 - 12 giugno 1893 nominato arcivescovo titolare di Damiata)
- Raffaele d'Ambrosio, O.F.M.Ref. † (14 luglio 1893 - 1901 deceduto)
- Michael Kelly † (20 luglio 1901 - 17 agosto 1911 succeduto arcivescovo di Sydney)
  - Giuseppe Rokossian † (27 agosto 1911 - 1º luglio 1928 confermato arcieparca di Costantinopoli)[11]
- Ángel María Pérez y Cecilia, O.C.D. † (18 giugno 1915 - 18 dicembre 1918 succeduto arcivescovo di Verapoly)
- Jan Feliks Cieplak † (28 marzo 1919 - 14 dicembre 1925 nominato arcivescovo di Vilnius)
- Cleto Cassani † (1º luglio 1929 - 11 marzo 1939 deceduto)
- Alexandre Vachon † (11 dicembre 1939 - 22 maggio 1940 succeduto arcivescovo di Ottawa)
- Emile Maurice Guerry † (31 maggio 1940 - 2 dicembre 1952 succeduto arcivescovo di Cambrai)
- José Humberto Quintero Parra † (7 settembre 1953 - 31 agosto 1960 nominato arcivescovo di Caracas)
- Miguel Paternain, C.SS.R. † (21 settembre 1960 - 19 ottobre 1970 deceduto)
- Mario Schierano † (28 agosto 1971 - 28 ottobre 1990 deceduto)
- Varkey Vithayathil, C.SS.R. † (11 novembre 1996 - 19 aprile 1997 nominato arcivescovo titolare di Antinoe)